# Бібліотека імені Миколи Руденка
Бібліотека імені Миколи Руденка Дарницького району м. Києва.

## Адреса
02121 м.Київ, вулиця Ревуцького, 6

## Опис
Площа приміщення бібліотеки — 297 кв.м., Книжковий фонд — 56,0 тис.примірників. Щорічно обслуговує 7,350 тис. користувачів. кількість відвідувань за рік — 37.0 тис., книговидач — 126,0 тис. примірників.
Своїм книжковим фондом бібліотека має можливість обслуговувати як дорослих, так і дітей. Тому основним напрямком її роботи — сім'я.
Бібліотека спеціалізується на пропаганді економічних знань. Використовує відповідні механізми інформування, навчання та виховання обізнаної, економічно-грамотної, мобільної та здатної до активної діяльності у сучасному просторі молоді. Бібліотека для своїх користувачів пропонує вчасне надання актуальної інформації, підбір поточних матеріалів з економічних питань, консультативну допомогу бібліографа у пошуку потрібної інформації, періодичні видання з актуальних проблем економіки.
Партнери бібліотеки: загальноосвітні школи, Управління соціального захисту населення Дарницького району м. Києва.

## Історія
Бібліотека заснована у 1933 році на Подолі. Її засновником була профспілка харчової промисловості. З 1998 року переведена в Харківський район м. Києва. З 2001 в Дарницькому районі м. Києва. 2020 року надано назву на честь поета Миколи Руденка. До того мала назву «№ 156».